# Katastrophenschutz-Ehrenzeichen (Saarland)

Die Stufen des Katastrophenschutz-Ehrenzeichens des Saarlandes (grafische Darstellung)

Das Katastrophenschutz-Ehrenzeichen (Saarland) wurde am 22. November 2007 durch den Landtag des Bundeslandes Saarland gestiftet.

## Verleihungsgrund und Verleihungspersonenkreis
Das Ehrenzeichen dient dabei der Anerkennung von Verdiensten im Ehrenamt auf dem Gebiet der nichtpolizeilichen Gefahrenabwehr (Katastrophenschutz, Zivilschutz und des Rettungsdienstes) und kann verliehen werden an:
- Angehörige von Feuerwehren (Freiwillige Feuerwehren und Berufsfeuerwehren des Saarlandes)
- Angehörige von Hilfsorganisationen,
  - saarländische Ortsverbände der Bundesanstalt Technisches Hilfswerk
  - saarländische Arbeiter-Samariter-Bund
  - Deutsche Lebens-Rettungs-Gesellschaft
  - Deutsches Rotes Kreuz
  - Johanniter-Unfall-Hilfe
  - Malteser-Hilfsdienst und deren Gliederungen
  - Privater Rettungsdienst Saar[1]
- Angehörige von Regieeinheiten (von den unteren Katastrophenschutzbehörden eingerichtete Einrichtungen) sowie
- Angehörige von anderen am Katastrophenschutz mitwirkenden privaten Einheiten und Einrichtungen[2][3]

## Stufeneinteilung und deren Voraussetzungen
Das Ehrenzeichen wird in zwei Stufen verliehen:
- 1. Stufe in Silber als Bandorden: für besondere Verdienste im Katastrophenschutz, Zivilschutz oder im Rettungsdienst
- 2. Stufe in Gold als Steckkreuz: für besonders mutiges und entschlossene Hilfeleistung unter Gefährdung des eigenen Lebens oder der eigenen Gesundheit bei Katastrophen, Großschadenslagen oder anderen Notlagen.[4]

Der Auszuzeichnende muss im Übrigen der Ehrung würdig sein und muss für eine Verleihung nicht im Besitz der deutschen Staatsangehörigkeit sein.

## Vorschlags- und Verleihungsverfahren
Die Vorschläge, welche zur Verleihung des Ehrenzeichens führen sollen, obliegen nur den Vorschlageberechtigten Stellen:
1. für Angehörige der Feuerwehren: der Landesbrandinspekteur, die Brandinspekteure sowie die Gemeinden
2. für Angehörige der Hilfsorganisationen: die betreffenden Organisationen selbst
3. für Angehörige des THW: Landesverband Hessen, Rheinland-Pfalz und Saarland sowie die Geschäftsstellen in Saarbrücken und Merzig sowie die saarländischen Ortsverbände des THW
4. für Angehörige von Regieeinheiten und anderen Verbände: die unteren Katastrophenschutzbehörden des Saarlandes[5]

Die letztendliche Entscheidung, ob das Ehrenzeichen verliehen wird, entscheidet im Namen der Landesregierung der Minister für Inneres und Sport. Mit Verleihung des Ehrenzeichens wird eine Urkunde überreicht, wobei das Ehrenzeichen selber in das Eigentum des Beliehenen übergeht. Im Falle des Todes des Inhabers, verbleibt das Ehrenzeichen seinen Hinterbliebenen als Andenken.

## Beschaffenheit – Form und Tragweise des Ehrenzeichens

### Beschaffenheit
Das Ehrenzeichen besteht aus einem gleichschenkligen weiß emaillierten, grün eingefassten Kreuz mit geschwungenen dreispitzigen Kanten in der Art eines verbreiterten Pisaner Kreuzes. In seiner Mitte ist das Landeswappen des Saarlandes aufgesetzt. Aus den vier Einbuchtungen des Kreuzes und den Winkeln der Kanten wächst je nach verliehener Stufe ein silberfarbenes oder goldfarbenes Blattornament hervor. Die Rückseite des Ehrenzeichens trägt in erhabener Schrift die Worte: Für Hilfe in Not / Saarland.

### Bandfarbe und Tragweise
Das Ehrenzeichen der 1. Stufe wird an einem grün-weißen Band mit silberner Randeinfassung als Bandorden an der linken Brustseite getragen. Die 1. Stufe als Steckkreuz ebenfalls auf der linken Brusttasche. Gemeinsam für beide Stufen ist, dass die Originalgröße nur zu festlichen Anlässen getragen werden soll. Für die Dienstuniform kann die Bandschnalle getragen werden, wobei für die 2. Stufe (Steckkreuz) ebenfalls eine Bandschnalle mit der Ordensbandfarbe, jedoch mit Goldeinfassung geschaffen wurde.

## Entzug der Verleihung
Das Ehrenzeichen kann wieder entzogen werden, wenn der Inhaber durch sein späteres Verhalten, insbesondere durch die Begehung von Straftaten, der Auszeichnung unwürdig erscheint oder solche Gründe erst nachträglich nach der Verleihung bekannt geworden sind. Der Entzug des Ehrenzeichens vollzieht das Ministerium für Inneres und Sport nach Anhörung des Betroffenen.

## Sonstiges
Das Ehrenzeichen wird von der Firma Steinhauer & Lück in Lüdenscheid hergestellt.

## Träger des Ehrenzeichens
Das Ehrenzeichen in Gold wurde erstmals an 20 ehrenamtliche Helfer des Malteser Hilfsdienstes e.V. Stadtgliederung Saarbrücken für ihren Einsatz beim Unglück bei der Loveparade 2010 in Duisburg verliehen. Sie gehörten zu den ersten Rettungskräften am Unglücksort. Die ausgezeichneten Helfer waren: Markus Dräger, David Erb, Hanno Goebel, Chantal Hentschel, Peter Horstmann, Monika Kerner, Marvin Lück, Manuel Müller, Daniel Pfeiffer, Bernd Schnabel, Anne Viél, Leopold Vorwerk, Christina Wagner, Marius Werber, Thorsten Woll, Arno Schneider, Manuel Braun, Jennifer Jochum, Christian Grünagel, Marie Schneider.